# Municipio de Deepwater (condado de Henry)
El municipio de Deepwater (en inglés: Deepwater Township) es un municipio ubicado en el condado de Henry en el estado estadounidense de Misuri. En el año 2010 tenía una población de 573 habitantes y una densidad poblacional de 6,12 personas por km².

## Geografía
El municipio de Deepwater se encuentra ubicado en las coordenadas 38°15′39″N 94°1′4″O / 38.26083, -94.01778. Según la Oficina del Censo de los Estados Unidos, el municipio tiene una superficie total de 93.69 km², de la cual 92,06 km² corresponden a tierra firme y (1,74 %) 1,63 km² es agua.

## Demografía
Según el censo de 2010, había 573 personas residiendo en el municipio de Deepwater. La densidad de población era de 6,12 hab./km². De los 573 habitantes, el municipio de Deepwater estaba compuesto por el 97,56 % blancos, el 1,22 % eran afroamericanos, el 0,35 % eran asiáticos y el 0,87 % eran de una mezcla de razas. Del total de la población el 0,87 % eran hispanos o latinos de cualquier raza.